# Roberto III de Dreux
Roberto III de Dreux (1185-1234), conde de Dreux y Braine, fue hijo de Roberto II, conde de Dreux y Yolanda de Coucy. Fue conocido como Gasteblé (lit. arruina trigo) por haber destruido un trigal en su juventud mientras cazaba.
Junto con su hermano Pedro, duque de Bretaña, se enfrentó al futuro Luis VIII de Francia en 1212 en Nantes, donde fue capturado durante una salida. Intercambiado tras la batalla de Bouvines por Guillermo Longespée, conde de Salisbury, participó en la Cruzada Albigense, sitiando Aviñón en 1226. Defendió los intereses de Blanca de Castilla durante su regencia tras la muerte de Luis VIII en 1226.
En 1210 se casó con Alianor de Saint-Valéry (1192 – 15 de noviembre de 1250) y tuvieron varios hijos:
- Yolanda de Dreux (1212-1248), esposa de Hugo IV de Borgoña [3]
- Juan I (1215-1249), más tarde conde de Dreux. [3]
- Robert (1217-1264), vizconde de Châteaudun [4]
- Pedro (1220-1250), clérigo.